# Wola Wierzbowska (gromada)
Wola Wierzbowska – dawna gromada, czyli najmniejsza jednostka podziału terytorialnego Polskiej Rzeczypospolitej Ludowej w latach 1954–1972.
Gromady, z gromadzkimi radami narodowymi (GRN) jako organami władzy najniższego stopnia na wsi, funkcjonowały od reformy reorganizującej administrację wiejską przeprowadzonej jesienią 1954 do momentu ich zniesienia z dniem 1 stycznia 1973, tym samym wypierając organizację gminną w latach 1954–1972.
Gromadę Wola Wierzbowska z siedzibą GRN w Woli Wierzbowskiej utworzono – jako jedną z 8759 gromad na obszarze Polski – w powiecie ciechanowskim w woj. warszawskim, na mocy uchwały nr VI/10/1/54 WRN w Warszawie z dnia 5 października 1954. W skład jednostki weszły obszary dotychczasowych gromad Goździe, Łaguny, Wola Wierzbowska i Załuże (z wyłączeniem miejscowości Patory) oraz przysiółek Wilkowo z dotychczasowej gromady Sosnowo ze zniesionej gminy Bartołdy, a także obszary dotychczasowych gromad Kołaki-Budzyno i Wierzbowo ze zniesionej gminy Opinogóra, w tymże powiecie. Dla gromady ustalono 13 członków gromadzkiej rady narodowej.
31 grudnia 1959 z gromady Wola Wierzbowska wyłączono kolonie Trętowo-Połzy, Załuże-Imbrzyki i Załuże-Niemierzyce, włączając je do gromady Opinogóra Górna w tymże powiecie, po czym gromadę Wola Wierzbowska zniesiono a jej (pozostały) obszar włączono do gromady Pęczki-Kozłowo tamże.